# Ludvík Bonaparte
Ludvík Napoléon Bonaparte (2. září 1778 Ajaccio – 25. července 1846 Livorno) byl třetím ze čtyř bratrů francouzského císaře Napoleona I. V letech 1806–1810 byl jako Ludvík I. králem holandským, kde byl notně oblíben. Vzhledem k rozporům s Napoleonem musel holandské království opustit.

## Život

### Mládí
Ludvík Bonaparte se narodil jako syn Carla Buonaparte (1746–1785), malého šlechtice, advokáta a později královského soudce, zástupce starosty města Ajaccia a přítele královského guvernéra Korsiky (Charles Louis de Marbeuf, 1712–1786). Matkou byla Carlova manželka Laetitia roz. Ramolino (1750–1836). V době Ludvíkova narození rodina žila v dostatku a přepychu Ludvík byl pokřtěn latinským jménem Ludovicus, ale pro rodinu, zvláště pro matku zůstal celý život „malým Luigim“. Pověsti, které šířili nepřátelé rodiny Buonaparte, že Luigiho otcem není Carlo, ale královský guvernér, jsou naprosto jistě nesmyslné vzhledem k religiositě a zásadové povaze matky, jejím názorům na nevěru i vzhledem k fyzickým známkám rodu Buonaparte, které Ludvík nepochybně měl. Když bylo Ludvíkovi 7 let, otec ve věku 39 let zemřel na karcinom žaludku. Malý Ludvík otce silně miloval, dobře zachoval v paměti po celý život a na svém statku St. Leu mu zřídil památník. Po otcově smrti nastaly těžké finanční problémy rodiny, která mohla přežívat jen díky tomu, že Napoleon svůj důstojnický plat prakticky celý posílal matce a aby ji ulevil vzal svého milovaného bratra Ludvíka k sobě do posádky, tam jej živil, vzdělával a vychovával. V té době byl Napoleon kapitánem pluku La Fere a Ludvík se k pluku přidal v Auxonne. Zde Ludvíka bratr vzdělával nejen ve vědách válečných, ale také v cizích jazycích (doma Ludvík mluvil téměř výhradně italsky), dějepisu, zeměpisu a filosofii. Výchova byla přísná a bratr Ludvíkovi nic neodpustil, ten však plnil požadavky k bratrově spokojenosti. U pluku sloužil Ludvík jako kadet a následoval bratra do Grenoblu.

### Vojenská kariéra
Po revoluci rychle stoupal v žebříčku poddůstojnických hodností až roku 1795 byl podporučíkem. V italském tažení sloužil Ludvík jako pobočník Napoleona. Vyznamenal se rozvahou a statečností v bitvě u Arcole (15.–17. listopadu 1796) a po převzetí moci Napoleonem (9. listopadu 1799) stává se plukovníkem. V roce 1801 byl se svým plukem odeslán do Portugalska, aby se účastnil tzv. pomerančové války, ale do bojů již nezasáhl a Ludvík za francouzskou stranu podepsal badajozský mír. Během konzulátu dosáhl hodnosti divizního generála (1804). V službách svého bratra procestoval velkou část Evropy – mj. Dánsko, Rusko, Švédsko, Prusko. Z italského tažení si přivezl nepochybně sexuálně přenosnou chorobu, která nebyla tehdejšími medicínskými prostředky dobře léčitelná. Přesná anamnéza není k disposici, ale je pravděpodobné, že se jednalo o infekci lues i kapavky souběžně.[zdroj?] Bez ohledu na potíže, odjel Ludvík se svým bratrem na egyptské tažení, ale tam se nemoc zhoršila a Ludvík byl odeslán zpět do Francie po 6 měsících pobytu v Egyptě. Na zpáteční cestě spadl z koně a způsobil si četná poranění. Následky úrazu i nedoléčená venerická infekce jej pronásledovaly celý zbytek života (neuralgie, cefalgie, arthritis, svalové atrofie, deprese).

### Svatba
Napoleon vedl obezřetnou rodinnou politiku a svým sourozencům vybíral nevěsty a ženichy (s výjimkou nejstarší sestry Elisy, která svůj sňatek uzavřela dle vlastního výběru). Pro Ludvíka, na nátlak své ženy Josefiny, určil Josefininu dceru z prvního manželství Hortensii Beauharnaisovou, s kterou Ludvík uzavřel manželství 4. ledna 1802. Nebylo to však šťastné manželství.
Ludvíkova žárlivost, která postupně přerůstala v chorobné podezírání a sledování, vedla k napjatým manželským vztahům. Oba partneři spolu trávili jen omezený čas, přerušovaný občasnými snahami o smíření. Smrt jejich prvního syna v roce 1807 je dočasně sblížila a po určitou dobu žili v klidnějším soužití. V dubnu 1808 porodila Hortensie syna Ludvíka Napoleona, kterého Ludvík oficiálně uznal, ačkoli podobně jako u předchozích dvou synů měl mít pochybnosti o svém otcovství.
Hortensie později porodila ještě čtvrtého syna, Charlese de Morny, tentokrát již oficiálně mimo manželství. Jeho otcem byl francouzský generál Charles-Joseph de Flahaut.

### Po Napoleonově korunovaci a jako holandský král

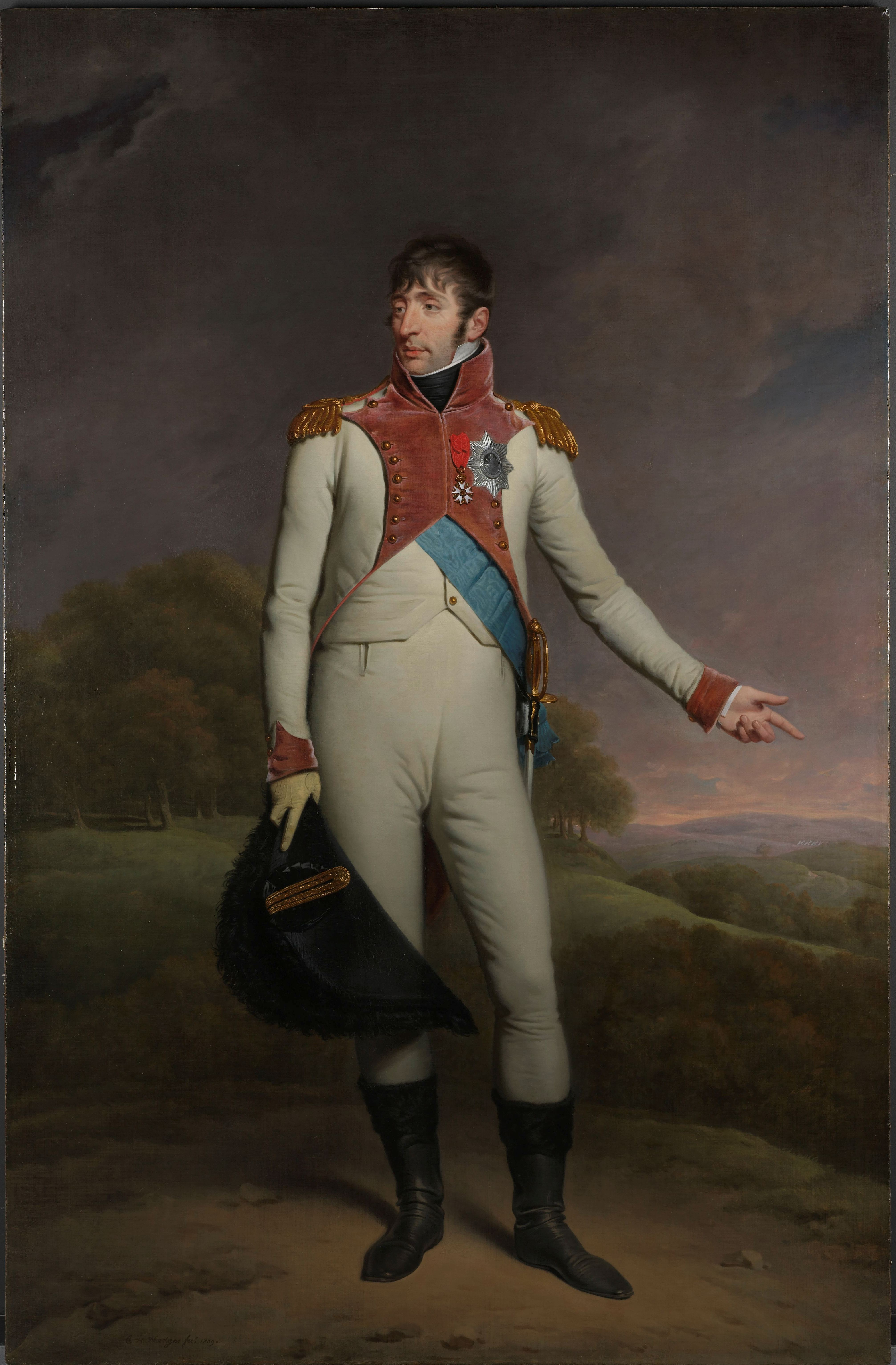
Ludvík Bonaparte, král holandský

Po Napoleonově korunovaci obdržel Ludvík (i jeho bratři) titul císařský francouzský princ a Ludvík ještě k tomu titul connétable de France (tedy korunní vojevůdce Francie) a měl nárok na vytvoření vlastního dvora k velké radosti Hortensie. Během války proti 3. koalici byl Ludvík jmenován vrchním velitelem severní armády a chránil Holandsko před případnými útoky Prusů. Po bratislavském míru (26. prosince 1805) připravil a roku 1806 vyhlásil Napoleon kontinentální blokádu britského obchodu, na kterou měla i Batávská republika přistoupit, ale dodržovala ji velmi nerada a velmi nesoustavně, proto Napoleon postavil vládu Batavské republiky před dvě možnosti, buď bude vytvořena monarchie v Holandsku, nebo bude země obsazena francouzským vojskem a země se stane jedním z francouzských departementů. Batavská vláda zvolila možnost monarchie. Napoleon chtěl jmenovat králem bratra Ludvíka a byl mile překvapen, když batavská vláda požádala o jmenování holandským králem právě Ludvíka, kterého znali přední Nizozemci z tažení v předchozím roce. A tak byl Ludvík provolán 5. června 1806 holandským králem a jeho žena Hortensie se stala královnou.
Během krátké vlády si Ludvík získal srdce Nizozemců. Reformoval právní systém Holandska a dal zemi novou moderní ústavu. Založil Rijksmuseum a hlavní pozornost upřel k zajištění nemajetných a zdravotnímu systému země. Zásadně odmítal Napoleonův Kontinentální systém (1806), jehož zavedení brzdil a úmyslně nedodržoval, neboť významně poškozoval ekonomiku země.  Představy Napoleona a Ludvíka na vládu v Holandsku se zásadně lišily. Napoleon požadoval od Ludvíka naprostou loajalitu a politiku zcela závislou na přání císaře (z Ludvíka měl být „korunovaný prefekt“, jak trefně vyjádřila královna Hortensie[zdroj?]), kdežto Ludvík chtěl být králem Holandska ku prospěchu státu a lidu (tedy králem nezávislého státu). Bylo tedy jen otázkou času, kdy dojde ke střetu obou bratrů. Již v nástupní řeči Ludvík ani slovem nezmínil svého velkého bratra a řekl : „byl jsem Francouzem, dnes jsem změnil svou vlast“. Rychle a dobře se (byť s výrazným akcentem) naučil nizozemštinu a plynně jí hovořil i psal. V soukromí však dával přednost francouzštině a poznámky si psal italsky. 
V létě 1809 přistálo britské invazní vojsko na pobřeží Holandska a obsadilo ostrov Walcheren. Ludvík v čele holandského vojska se urputně bránil a na pomoc přišel v čele Francouzů i maršál Bernadotte, narychlo sehnaný ministrem Fouchém. Spojenými silami bylo invazní vojsko vytlačeno. Napoleon však strategicky významné ústí Šeldy nechal obsazeno francouzskou armádou. Mezitím došlo k definitivnímu rozpadu manželství s Hortensií, jelikož Ludvík dopřál sluchu klepům o sporném otcovství Charlese a z žárlivosti vypověděl ministra hraběte Verhuella do Sankt Petěrburgu. Rozpadu manželství využila Hortensie k definitivnímu opuštění nemilovaného Holandska a na zákrok Napoleona si ponechala obě děti u sebe. Po porodu dítěte, které počala s hrabětem Flahautem, požádal Ludvík o rozvod, což však papež zamítl. Teprve roku 1837 po smrti Hortensie byl Ludvík opět volný a oženil se s šestnáctiletou markýzou Julií Livií di Strozzi. Manželství zůstalo bezdětné.

### Spojenec Angličanů a konec života
Ludvíkova snaha o vlastní politiku se Napoleonovi nezamlouvala a tak se rozhodl Holandsko připojit přímo k Francii. Invaze Angličanů byla pro Napoleona vítanou záminkou k vyřešení holandské neposlušnosti a v listopadu 1809 se rozhodl k úderu. Při osobním jednání Napoleona s Ludvíkem došlo k sporu a Napoleon prohlásil „učinil jste z Holandska anglickou kolonii a jste horším nepřítelem Francie než Anglie sama.“ Dále je znám jeho citát „Holandsko není ničím jiným, než naplaveninou francouzských řek“. Poté 1. června 1810 Ludvík abdikoval ve prospěch svého syna na funkci krále Holandska. O devět dnů později, 10. června 1810 bylo císařským dekretem z Rambouillet oznámeno, že území Holandska se stává součástí Francouzského císařství, jako jeho departement.
Rakouský císař František I. nabídl Ludvíkovi možnost exilu a Ludvík se usadil v Štýrském Hradci (Graz) a zde se začal věnoval psaní. Po přechodu Rakouska do tábora spojenců (1813) opustil Ludvík Rakousko a usadil se v Lausanne. Po pádu Napoleona se vážně uvažovalo o jeho opětném nástupu na holandský trůn, neboť byl pro styl své vlády v Nizozemsku velmi populární, ale pro spojence bylo neakceptovatelné, aby člen napoleonského rodu byl kdekoli v Evropě suverénem. Po francouzské porážce v bitvě u Lipska 1813 a vyhnání francouzských vojáků z Nizozemí se vlády ujmul tzv. Triumvirát, který prohlásil suverénním knížetem Viléma Oranžského, syna posledního dědičného místodržitele Spojených provincií. Vilém se rozhodnutím velmocí následně stal králem celého Nizozemí. Ludvíkovi nabídl papež Pius VII. azyl v církevním státu, který Ludvík s povděkem přijal.
Dále se věnoval spisovatelské činnosti, sepsal zde drama Lukrecia a své nejvýznamnější dílo Deník panování v Holandsku. Po smrti Napoleona (5. května 1821) se mohl Ludvík přesídlit z Říma do Florencie. Ještě jednou navštívil Holandsko, když r. 1840 jej k návštěvě pozval král Vilém II. Nizozemský. Návštěvu podnikl pod pseudonymem hrabě ze St. Leu a byl mile překvapen srdečným přijetím všude, kde se objevil na veřejnosti. Po smrti bratra Josefa se stal hlavou rodu a v této pozici uspořádal a rozšířil rodinný archiv.
25. července 1846 podlehl v Livornu mozkové mrtvici. Jeho syn Ludvík Napoleon, ke kterému našel cestu až po smrti svého druhorozeného syna a kterého výslovně v závěti označil za svého syna, mu splnil po jeho smrti přání a pohřbil jej na rodinném statku v Saint-Leu-la-Forêt (1847). Slavnostní ceremonii byla přítomna i oficiální nizozemská delegace.

## Potomci
Hortensie za trvání manželství přivedla na svět tři syny, které Ludvík oficiálně uznal:
- Napoléon Charles Bonaparte (10. prosince 1802 – 5. května 1807). Zemřel na záškrt. Byl chloubou a nadějí rodiny, jeho smrt hluboce otřásla celým Napoleonským klanem. Je pohřben v Saint-Leu-Le Foret.
- Napoleon Ludvík (11. října 1804 – 17. března 1831), velkovévoda z Bergu a Klévska, jako Ludvík II. v červenci 1810 holandský král po dobu 10 dní, ⚭ 1826 Šarlota Bonapartová (31. října 1802 – 2. března 1839), dcera bývalého španělského krále Josefa Bonaparta
- Karel Ludvík Napoléon (20. dubna 1808 – 9. ledna 1873), jako Napoleon III. francouzský císař v letech 1852–1870, ⚭ 1853 Evženie de Montijo (5. května 1826 – 11. července 1920)